# Evoken
Evoken es una banda estadounidense de funeral doom formada en Nueva Jersey, influenciada principalmente por la agrupación australiana Disembowelment y por la banda finlandesa Thergothon. El nombre Evoken fue tomado de la canción "Fhtagn nagh Yog-Sothoth" de los mencionados Thergothon. La agrupación fue fundada por el guitarrista Nick Orlando bajo el nombre de "Funereus" en 1992. Es una de las pocas bandas estadounidenses de doom metal aún activas, junto a Novembers Doom y Rigor Sardonicous.

## Músicos

### Actuales
- Vince Verkay – batería (1992–presente)
- John Paradiso – guitarra, voz (1994–presente), teclados (1994, 2007), bajo (2004-2007)
- Don Zaros – teclados (2007–presente)
- Dave Wagner – bajo (2008–presente)
- Chris Molinari – guitarra (2010–presente)
- Randy Cavanaugh – guitarra (2018–presente)

### Pasados
- Nick Orlando – guitarra (1992–2008), teclados (2007)
- Phil Wilson – guitarra (1992)
- Rob Robichaud – bajo, voz (1992–1993)
- Bill Manley – bajo (1994–1996)
- Dario Derna – teclados (1995–2002)
- Steve Moran – bajo (1996–2004)
- Denny Hahn – teclados (2003–2007)
- Craig Pillard – bajo, teclados (2007)

## Discografía

### Larga duración
- Embrace the Emptiness (1998)
- Quietus (Album) (2001)
- Antithesis of Light (2005)
- A Caress of the Void (2007)
- Atra Mors (2012)
- Hypnagogia (2018)

### Maquetas
- Rehearsal/Demo 1992
- Shades of Night Descending (1994)
- Promo 1996 (1996)
- Promo 1997 (1997)
- Promo 2002 (2002)

### Álbumessplit
- Evoken/Beneath The Frozen Soil (2010)